# Reichardtswerben
Reichardtswerben là một đô thị thuộc huyện Burgenland, bang Sachsen-Anhalt, Đức. Đô thị Reichardtswerben có diện tích 9,3 km², dân số thời điểm ngày 31 tháng 12 năm 2006 là 1266 người.